# Kostel svatého Petra a Pavla (Tištín)

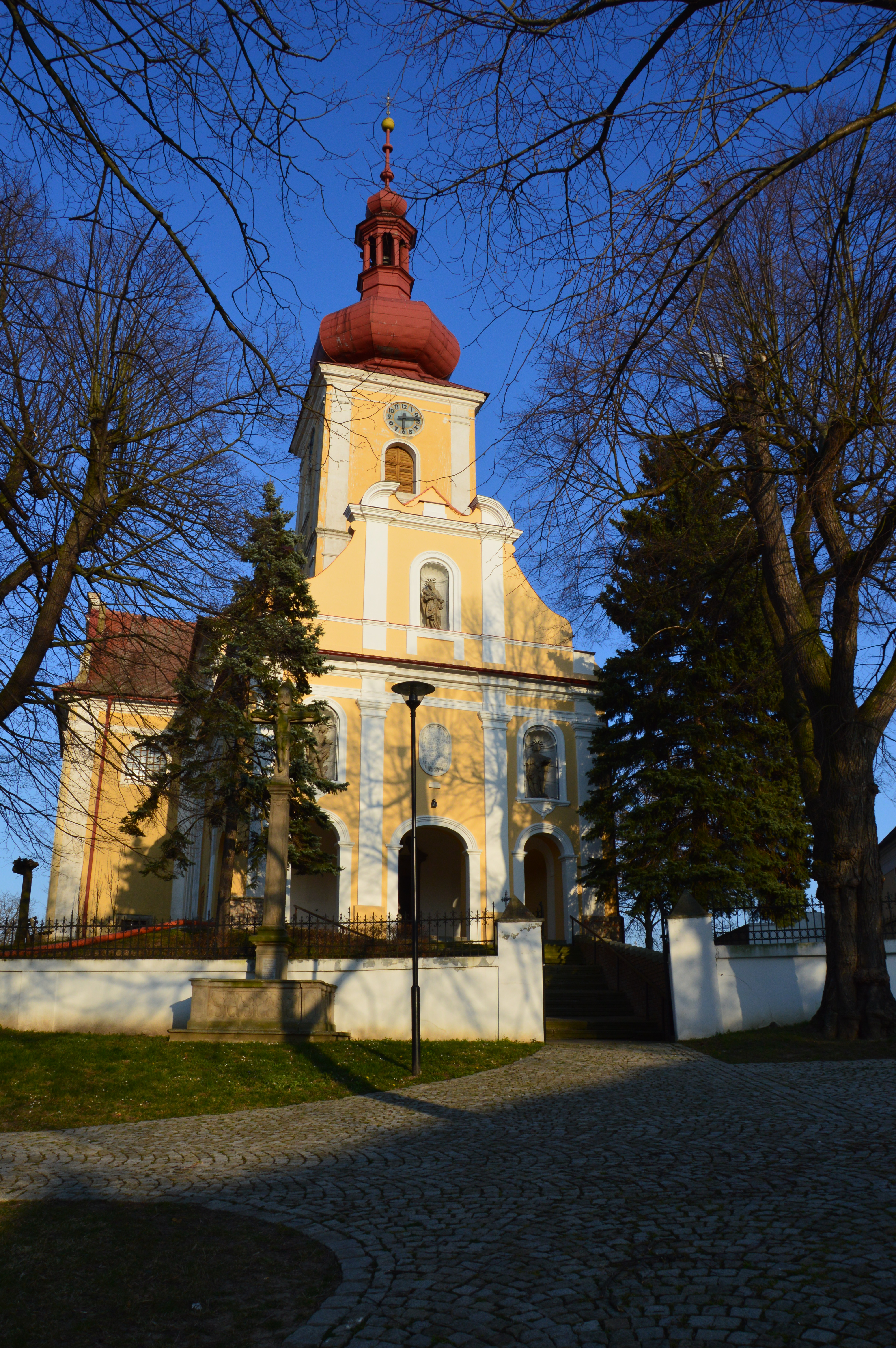
Západní průčelí kostela.

Kostel svatého Petra a Pavla je barokní stavba nacházející se v Tištíně na střední Moravě. Kostel je památkově chráněn od 18. ledna 1973. Byl vybudován v roce 1719 na místě, kde předtím stál dřevěný kostel ze 14. století. Za zakladatele kostela je považován Matěj Josef Brožka (farářem 1702–1738). Na venkovský kostel má chrám v Tištíně elegantní proporce a komplikovanou stavební formu, byl totiž stavěn nejen místním farníkům, ale i poutním potřebám věřících z okolí.

## Historie

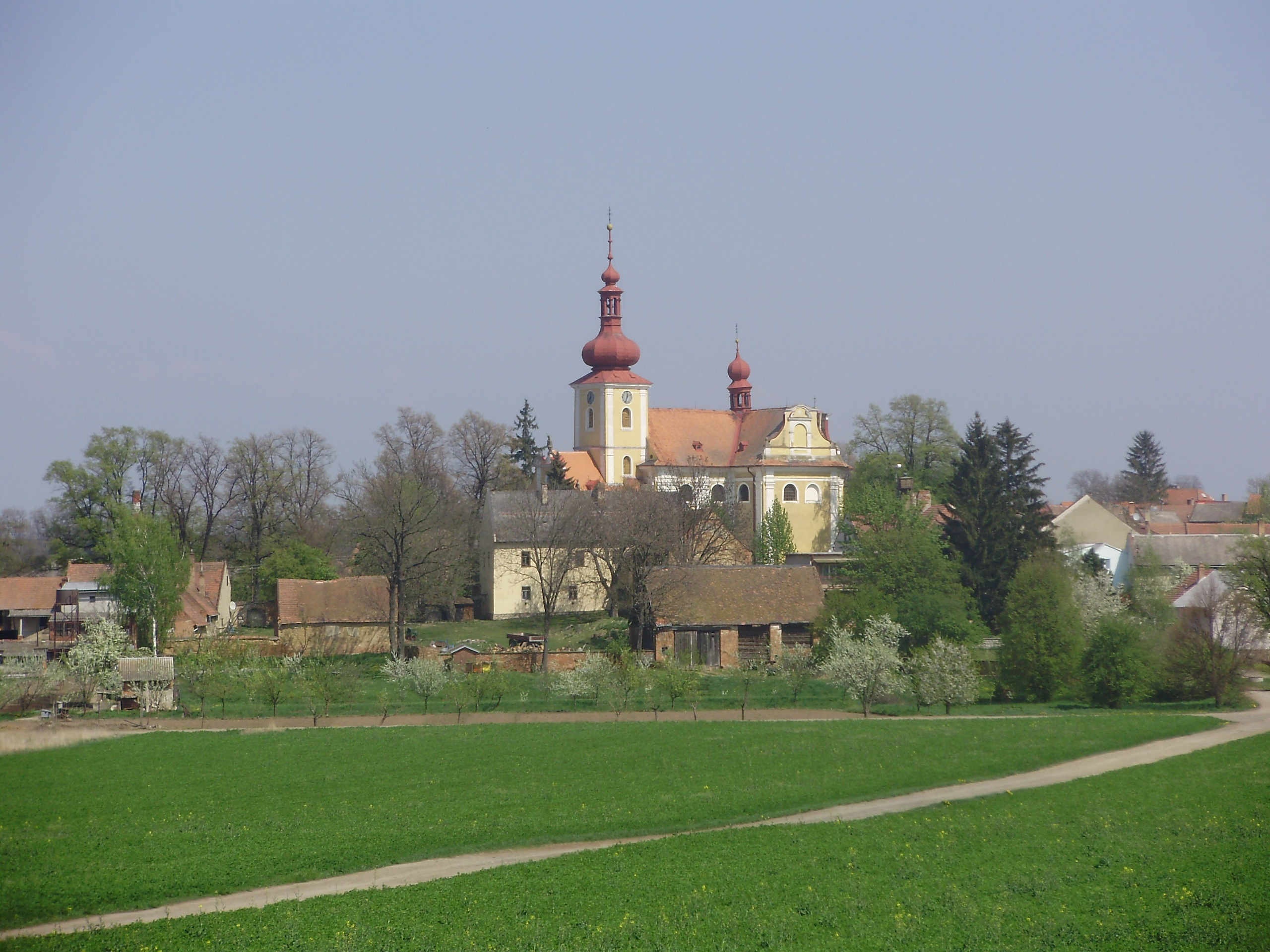
Kostel je dominantou obce

### Starý kostel
Nejstarší zmínka o obci Tištín pochází z roku 1327, avšak zmínky o kostele nejsou. Až mezi lety 1360–1390, a to v souvislosti s právem podacím, přesněji se spory o toto právo podávat návrhy na obsazení tištínského církevního obročí. Tehdejší kostel měl tři zvony a tři oltáře: hlavní oltář byl zasvěcený jeho dvěma patronům – svatému Petru a Pavlovi – a dva boční, které byly zasvěcené svatému Jakubu a svaté Barboře.

### Založení nového kostela
Příchod pana Matěje Josefa Brožka (farářem 1702–1738) mělo pro kostel velký význam. Byl to velice vzdělaný a organizačně i kulturně disponovaný kněz. Do roku 1708 pan farář však neplánoval stavět nový kostel, pouze přikupoval a upravoval původní starý kostelík. Vše se však změnilo a v kostelních účtech se objevil nový oddíl pro výdaje na stavbě nového kostela. A v polovině roku 1710 se začalo s přestavbou staré kostelní věže. Věž se totiž nestavěla od základů znovu, ale původní věž se zesilovala a zpevňovala. Kvůli věži dokonce byla přistavěna zvonice jako dočasná úschovna zvonů (původně 3 zvony). Zvonice byla zachována a stála zde do roku 1865, kdy byla zničena požárem. Veškerá stavba byla dokončena roku 1723.

### Od smrti Matěje Josefa Brožka po současnost
Po smrti Matěje Brožka nastoupil jako Tištínský farář Ignác Khell (farářem 1738–1752), který pozastavil veškeré výdaje na stavební práce, a na doplňování vnitřní výzdoby a zaměřil se na bohoslužebné náčiní. Bylo koupeno nové ciborium, pořídily se svícny na hlavní oltář a nové misály.
Již v brzké době se však kostel musel znovu rekonstruovat, a to kvůli špatné kostelní střeše za faráře Jiřího Jana Hájka (farářem 1752–1771).
Radikální změnu přineslo v 18. století Josefínské osvícenské nařízení. Tištínu přinesly hlavně zrušení pohřebního bratrstva svatého Josefa, jehož majetek byl rozprodán v aukci, a nastal všeobecný zákaz poutí.

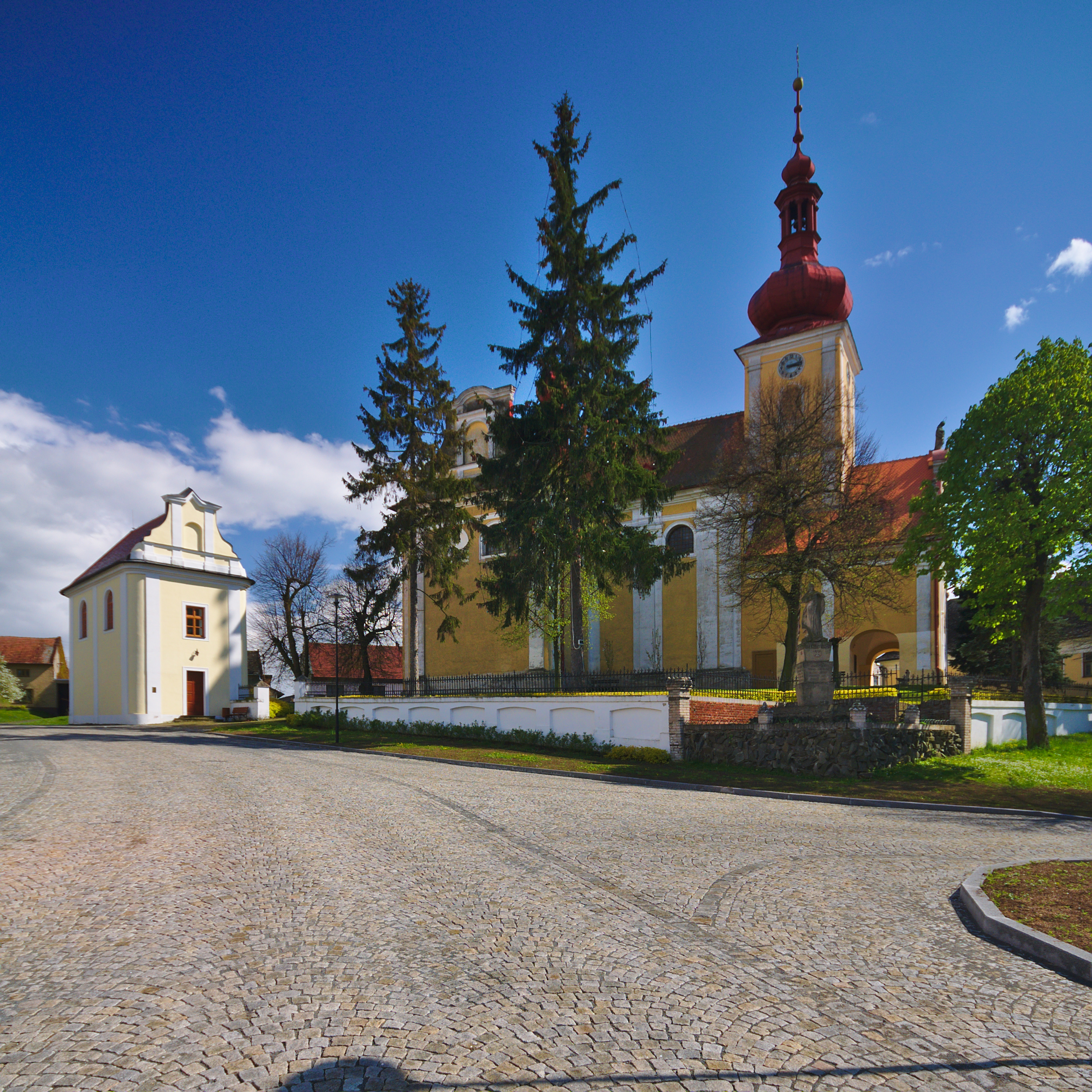
Kostel od severozápadu i se sýpkou

Ve 20. století došlo opět k mnoha opravám a restaurováním. Obrazy měl tu možnost restaurovat Otto Stritzko. Rekonstruovalo se západní průčelí ještě ze škod po 1. světové válce a později i po 2. světové, kdy 30. dubna se strhl boj o Tištín a Koválovice. Němečtí vojáci obsadili kostelní věž, utrhli kus plechové střechy a pálili odtud proti sovětům. Rusové odpovídali tankovými střelami a zasáhli kostelní věž a kostel nejméně dvanáctkrát. Rusové později, když vyhráli, okradli místní obyvatelstvo a vyloupili i kostel. Oprava kostela tak trvala až do roku 1947.
Následující léta za komunistické totality se promítla především zanedbanou údržbou. Vše bylo však po pádu komunismu obnoveno a zrestaurováno.

## Popis stavby
Kostel je součástí farního areálu, jehož součástí je dále:
- barokní socha Jana Nepomuckého z roku 1773
- kříž z roku 1760
- bývalá kaple
- busta Františka Palackého
- fara
- barokní měšťanský dům z 1. poloviny 18. století

### Exteriér
Hlavní průčelí je orientováno na západě. Má bohatou sochařskou i epigrafickou výzdobu. Nad hlavním vchodem se nachází oválná mramorová nápisová deska, která potvrzuje zhotovení kostela. Je psán v latinském jazyce a v překladu zní: Tento chrám byl od základů ke cti velikého Boha, nejsvětější Panny Marie, jejího snoubence svatého Josefa, nebeského klíčníka svatého Petra Apoštola a učitelé národů svatého Pavla přiměřeně vystavěn a léta Páně 1719 dokončen.
Po pravé i levé straně od nápisové desky se nacházejí mezi pilastry hluboké niky a v nich dvojice soch protimorových patronů sv. Šebestiána (z čelního pohledu nalevo) a sv. Rocha (napravo). Po stranách volutové štítové atiky stojí sochy apoštola Judy Tadeáše (nalevo) a Jakuba Většího (napravo). Mezi sochami svatého Tadeáše a Jakuba a mezi pilastry je další nika, v které se nachází svatý Josef s Ježíškem v náručí. Nad ní, přímo na vrcholu štítu, je socha Panny Marie Immaculaty (Bez poskvrny počaté). Sochy jsou vyrobeny z pískovce sochařem Davidem Zurnou pocházejícího z Olomouce.
Sochy Panny Marie a Josefa ve vrcholu průčelí odkazovaly na barokní poutní tradici.

### Interiér
V průběhu několika staletí se do kostela doplňovalo různé umělecké vybavení.

## Zajímavosti

### Pohřební bratrstvo svatého Josefa
Pohřební bratrstvo svatého Josefa vzniklo v Tištíně v roce 1714 a s tím se začalo pracovat i na pověsti Tištína jako poutního místa. Členství v bratrstvu tehdy umožňovalo aktivní účast na náboženském životě bez rozdílu na sociálním postavení. Bratrstva původně zastávala funkci pěveckého sboru, zařizovala kulturní akce, vánoční hry a organizovala poutě. Pohřební bratrstvo mělo za úkol připravit své členy na smrt dobrého křesťana a zajistit jim důstojný pohřeb. Tuto „dobrou smrt“ jim měli zařídit patroni sv. Josef a sv. Barbora. Bratrstvo bylo zrušeno s dekretem Josefa II. z 22. května 1783.

### Tištín jako poutní místo
Sice se traduje, že Tištín byl velice oblíbeným poutním místem, ale nejsou o tom mnohé zmínky. Bratrstva z okolí si navzájem pomáhala a snažila se vytvářet nové a nové poutní cíle. Většinou se na těch místech však žádné zázračné místo, či nějaký tradiční cíl nenacházel. Účastníci poutě nejenom, že si užívali společný duchovní prožitek, ale zároveň přispívali hospodaření daného místa. Příjmy z nich plynuly jak náboženskému bratrstvu, tak farnosti i jejímu faráři a zprostředkovaně místnímu podnikání v řadě oblastí.
Tištín byl prý cílem poutníků po několika staletí, přicházející sem k Panně Marii Tištínské. Ale žádné takové zmínky o uctívání Panny Marie neexistují. Mariánská kaple v kostele byla vybavena až jako poslední a žádné zmínky o pověsti, o zjevení či zvláštních meteorologických úkazech není zaznamenána.

### Chronologie farářů
- Jakub Voštický (1695–1702)
- Matěj Josef Brožek (1702–1738)
- Ignác Khell (1738–1752)
- Jiří Jan Hájek (1752–1771)
- Tadeáš Basil Walloni (1811–1823)
- Martin Dvořák (1823–1838)
- Antonín Navrátil (1867–1897)
- Antonín Porobek (1897–1904)
- Ignác Kupčík (1907–1918)
- Rudolf Bajar (1920–1936)
- Ignác Boxan (1937–1948)